# Jurij Jurczyk
Jurij Jurczyk (ur. 19 stycznia 1970 w Kamieńcu Podolskim) – ukraiński duchowny greckokatolicki, przełożony generalny Bractwa Kapłańskiego św. Klemensa Rzymskiego, były arcybiskup doniecki i mariupolski Ukraińskiego Kościoła Prawosławnego Patriarchatu Kijowskiego

## Życiorys

### Duchowny prawosławny
Urodził się w rodzinie urzędniczej. Ukończył liceum w Doniecku, a następnie rozpoczął naukę w prawosławnym seminarium duchownym. W latach 1988–1990 był kościelnym i subdiakonem w soborze św. Mikołaja w Doniecku, a od 1990 roku zakrystianem w cerkwi Świętego Krzyża. W 1991 roku otrzymał w Ługańsku święcenia diakonatu i prezbiteriatu z rąk biskupa donieckiego i ługańskiego Joannicjusza. W latach 1991–1993 jako kapłan Ukraińskiego Kościoła Prawosławnego niósł posługę duchowną w parafiach eparchii donieckiej.
W 1993 roku Jurij Jurczyk opuścił szeregi duchowieństwa Rosyjskiego Kościoła Prawosławnego i przeszedł w jurysdykcję Ukraińskiego Kościoła Prawosławnego Patriarchatu Kijowskiego. Metropolita Filaret mianował go dziekanem donieckim i rektorem soboru Przemienienia Pańskiego w Doniecku. W latach 1994–1996 Jurij Jurczyk pełnił funkcję sekretarza w strukturach administracyjnych UKP PK w eparchii doniecko-ługańskiej. 
W 1996 roku przyjął stan mniszy i imię zakonne Jerzy. 4 grudnia 1996 roku został mianowany archimandrytą, a 13 maja 1998 roku synod UKP PK nominował go na biskupa donieckiego i mariupolskiego. Sakrę przyjął 14 maja 1999 roku w Kijowie. Jego głównym konsekratorem był patriarcha kijowski UKP PK, Filaret.

### Konwersja na katolicyzm
W 2002 roku biskup Jerzy zgłosił akces do sedewakatystycznej Kongregacji Niepokalanej Dziewicy Maryi Królowej, a następnie podczas pobytu w Stanach Zjednoczonych Ameryki, 24 października 2002 roku złożył wyznanie wiary przed tradycjonalistycznym biskupem Markiem Pivarunasem.
Decyzja o przystąpieniu biskupa Jerzego do grupy tradycjonalistów katolickich nie przeszkodziła mu dalej pozostawać w strukturach UKP PK, chociaż jego status był problematyczny. Synod UKP PK uznał początkowo nawet informacje o zmianie jego wyznania za prowokację ze strony Rosyjskiego Kościoła Prawosławnego. 
W 2005 roku biskup Jerzy został podniesiony do godności arcybiskupa donieckiego i mariupolskiego. W tym okresie zaczęły psuć się jego relacje z patriarchą kijowskim Filaretem i soborem biskupów UKP PK. Arcybiskup Jerzy jawnie podejmował bowiem próby oderwania diecezji ze struktur UKP PK i samowolnie prowadził politykę międzywyznaniową.
W 2008 roku Ukraiński Kościół Prawosławny Patriarchatu Kijowskiego ostatecznie zdecydował o usunięciu arcybiskupa z szeregów swojego duchowieństwa. Jego miejsce jako eparcha doniecki i mariupolski zajął dotychczasowy wikariusz, biskup słowiański Sergiusz.

### Duchowny greckokatolicki
W 2009 roku Jurij Jurczyk został przyjęty wraz z doniecką parafią Przemienienia Pańskiego do Ukraińskiego Kościoła Greckokatolickiego. Od tego czasu nie pełni funkcji biskupich. Poza posługą proboszcza w parafii Przemienienia Pańskiego był także przełożonym generalnym diecezjalnego Bractwa Kapłańskiego św. Klemensa Rzymskiego w Doniecku. W 2014 roku opuścił ogarnięty walkami Donieck i przeniósł się do Zaporoża. Został rezydentem przy konkatedralnej parafii rzymskokatolickiej Boga Ojca Miłosiernego.
W latach 2014–2017 przebywał na misji greckokatolickiej w Zjednoczonych Emiratach Arabskich, Jemenie i Omanie. Rezydował w Dubaju, gdzie jako birytualista sprawował opiekę duszpasterską nad diasporą ukraińską, a także polską i słowacką. Po powrocie na Ukrainę został administratorem parafii greckokatolickiej i dyrektorem Caritas w Siewierodoniecku.